# Keresz
Keresz (węg. Körös, rum. Criș(ul)) – rzeka we wschodnich Węgrzech, lewy dopływ Cisy. Długość – 128,6 km (363,3 km licząc od źródeł Białego Kereszu), powierzchnia zlewni – 27,5 tys. km².
Keresz powstaje koło węgierskiego miasta Gyula (komitat Békés) z połączenia Białego Kereszu i Czarnego Kereszu, wypływających ze źródeł w Górach Zachodniorumuńskich w Siedmiogrodzie. Płynie przez Wielką Nizinę Węgierską, na której oddziela Wielką Kumanię od Międzyrzecza Maruszy i Kereszu. Uchodzi do Cisy koło miasta Csongrád. Dopływami Kereszu są Szybki Keresz i Hortobágy.
W geografii węgierskiej Keresz dzieli się na dwa odcinki: Kettős-Körös od połączenia Czarnego i Białego Kereszu do ujścia Szybkiego Kereszu (37,3 km) oraz Harmás-Körös od ujścia Szybkiego Kereszu do Cisy (91,3 km).
Ważniejsze miejscowości nad Kereszem to Békés, Gyomaendrőd, Kunszentmárton. W dolnym biegu rzeki znajduje się Park Narodowy Körös-Maros.